# フェーザ表示

単純なRLC回路のフェーザ図。

フェーザ表示（フェーザひょうじ、英: phasor）とは、電気工学や波動光学などにおいて正弦信号を複素数で表現する表示方法である。主に線型回路の交流解析に使用される。線型な電気回路において、本来は微分方程式の求解問題である定常的な振る舞いの解析を、フェーザ表示を利用することでより簡単な代数方程式（特に連立一次方程式）の求解問題に帰着させることができる。

## 定義
次の正弦信号 s(t) を考える。
{\displaystyle s(t)=A\sin(\omega t+\theta )}
s(t) は、オイラーの公式を使って、次のように書ける。
{\displaystyle s(t)=\Im [S\exp(\mathrm {j} \omega t)]\qquad (1)}
ここで、j は虚数単位、S = A exp(jθ) = A∠θ は絶対値が A で偏角が θ の複素数、{\displaystyle \Im [X]} は複素数 X の虚部を表す。
このとき複素数 S を信号 s(t) のフェーザ表示またはフェーザという。

## 性質
フェーザ表示はフーリエ変換と同様の性質をもっている。以下、正弦信号 v(t) のフェーザ表示が V であるとする。
線形性
2つの信号の和 v1(t) + v2(t) のフェーザ表示は V1 +V2 である。
微分
dv(t)/dt のフェーザ表示は jωV であり、次の対応関係がある：
{\displaystyle {\frac {\mathrm {d} }{\mathrm {d} t}}\Leftrightarrow \mathrm {j} \omega }
これは次のようにしてわかる。(1)式から
{\displaystyle v(t)=\Im [V\exp(\mathrm {j} \omega t)]}
である。これを時間微分すると
{\displaystyle {\frac {\mathrm {d} v(t)}{\mathrm {d} t}}=\Im [\mathrm {j} \omega V\exp(\mathrm {j} \omega t)]}
となる。これと(1)式を見比べれば、上述の性質が成り立つことがわかる。

## 応用
簡単な線型素子について、電圧と電流の関係をフェーザ表示を使って表してみる。

### キャパシタ
キャパシタ（コンデンサ）の場合、電流 i(t) と電圧 v(t) の関係は
{\displaystyle i(t)=C{\frac {\mathrm {d} v(t)}{\mathrm {d} t}}}
である。電流と電圧のフェーザ表示をそれぞれ I, V とすると
{\displaystyle I=\mathrm {j} \omega CV\qquad (2)}
となる。

### インダクタ
インダクタ（コイル）の場合は
{\displaystyle v(t)=L{\frac {\mathrm {d} i(t)}{\mathrm {d} t}}}
であり、同様にフェーザ表示すると
{\displaystyle V=\mathrm {j} \omega LI\qquad (3)}
となる。

### RLC回路
RLC回路：
{\displaystyle v(t)=Ri(t)+L{\frac {\mathrm {d} i(t)}{\mathrm {d} t}}+{\frac {1}{C}}\int i(t)\,\mathrm {d} t}
の場合も、線形性より、各項をフェーザ表示して和をとれば良い。
{\displaystyle V=RI+\mathrm {j} \omega LI+{\frac {1}{\mathrm {j} \omega C}}I}

## 付録
振幅 A 、角周波数 ω、位相 θ である時間関数の複素数 A exp(j(ωt + θ)) を考えるとオイラーの公式より、
{\displaystyle Ae^{\mathrm {j} (\omega t+\theta )}=Ae^{\mathrm {j} \theta }e^{\mathrm {j} \omega t}=A\cos(\omega t+\theta )+\mathrm {j} A\sin(\omega t+\theta )}
である。ここで s(t) = A sin(ωt + θ), S = A exp(jθ) とおくと、
{\displaystyle Se^{\mathrm {j} \omega t}=A\cos(\omega t+\theta )+\mathrm {j} s(t)}
である。ここで時間 t によらない S = A exp(jθ) を s(t) のフェーザ（phase vector、phasor、位相ベクトル）といい、そのフェーザが 時間 t の関数 exp(jωt) で回転されるものと考える。さらに 複素数 * の虚数部を {\displaystyle \Im [*]} で表すと、
{\displaystyle s(t)=\Im [Se^{\mathrm {j} \omega t}]\qquad (1)}
となり式(1)を得る。一方、s(t) を微分、あるいは不定積分（交流解析のため積分定数は考慮しない）すると、
{\displaystyle {\begin{aligned}&{\frac {\mathrm {d} s(t)}{\mathrm {d} t}}=\Im [\mathrm {j} \omega Se^{\mathrm {j} \omega t}]\\&\int s(t)\mathrm {d} t=\Im \left[{\frac {1}{\mathrm {j} \omega }}Se^{\mathrm {j} \omega t}\right]\end{aligned}}}
となり、時間関数表現とフェーザ表現を対応させると形式的に
{\displaystyle {\begin{aligned}s(t)&\Leftrightarrow S\\{\frac {\mathrm {d} }{\mathrm {d} t}}s(t)&\Leftrightarrow \mathrm {j} \omega S\\\int s(t)\mathrm {d} t&\Leftrightarrow {\frac {1}{\mathrm {j} \omega }}S\end{aligned}}}
という一対一関係が成り立つ。つまり、通常の時間関数表現の微分方程式・積分方程式は、フェーザ表示では代数方程式に対応する。これが、フェーザ表示によれば微分方程式による電気回路の定常解解析が代数方程式に帰着できる理由である。
本項では虚数部 {\displaystyle \Im [*]} を用いたので sin が基準となったが、実数部 {\displaystyle \Re [*]} を用いると cos が基準となる。
本項では A を振幅とし、フェーザの絶対値を 振幅 に対応させた。しかし、A を実効値とし、フェーザの絶対値を 実効値 に対応させる流儀もある。この場合、フェーザと瞬時値の対応は
{\displaystyle s(t)=\Im \left[{\sqrt {2}}S\exp(\mathrm {j} \omega t)\right]\qquad (1')}
となる。複素電力を求めるときはこの方が便利である。基準を明確にすれば以降の議論は等価である。